# Franc Primožič
Franc Primožič - Marko, slovenski komunist, častnik, španski borec, prvoborec in diplomat, * 1915, Šentjakob v Rožu, † 1963, Bagdad (Irak).
Primožič je sodeloval že v uporu na Gorenjskem leta 1941. Kasneje je bil zajet in interniran v Italijo, a je kmalu ušel iz internacije in se vrnil v Slovenijo. Ob koncu druge svetovne vojne je vodil partizanske enote na Koroškem.